# Platforma sodelovanja
Platforma sodelovanja je javno društvo, ki ga je 31. maja 2023 uradno ustanovil poslanec Slovenske demokratske stranke (SDS) in nekdanji predsedniški kandidat Anže Logar. V društvu na okroglih mizah razpravljajo o temah, ki so pomembne za prihodnost Slovenije, kot so gospodarstvo, umetna inteligenca, zdravstvo, sodstvo, mediji in počutje mladih.
Na uvodnem srečanju so poleg Logarja prisostvovali Romana Jordan, vodja Logarjevega volilnega štaba, Alja Brglez, vodja predsedniškega kabineta Boruta Pahorja, Eva Irgl, poslanka SDS, Matej Avbelj, profesor prava, Igor Masten, ekonomist, Rok Ravnikar, zdravnik, Jernej Pikalo, nekdanji minister za šolstvo, Mitja Čander, založnik, Blaž Košorok, direktor HSE, Andrej Čuš, predsednik Zelenih Slovenije, Marko Balažic, predsednik SLS in Mirko Požar, predsednik društva gradbenih podizvajalcev. Ustanovnih članov je 12, poleg Jordanove, Brglezove, Irglove, Avblja, Mastena, Pikala, Čandra, Ravnikarja in Požarja sta to še Igor Hustič in Mark Boris Andrijanič, nekdanji minister za digitalno preobrazbo.
7. septembra 2023 se je sestal upravni odbor društva, kjer so zastavili načrte za jesen. Podrobnosti javnosti niso razkrili. Dan kasneje je predsednik društva Anže Logar dejal, da Platforma sodelovanja ne bo sodelovala na evropskih volitvah 2024 in s tem zavrnil možnost sodelovanja s stranko Nova Slovenija, ki jo je med poletjem povabila k oblikovanju skupne volilne liste.
15. januarja 2024 je upravni odbor dokončno odločil, da se Platforma sodelovanja evropskih volitev 2024 ne bo udeležila.

## Okrogle mize

### 1: Slovenija v razvojnih megatrendih (oktober 2023)
Prva javna tribuna Platforme sodelovanja je bila organizirana dobre štiri mesece po ustanovitvi društva. Potekala je 10. oktobra 2023 v Festivalni dvorani Pionirskega doma v Ljubljani, s pričetkom ob 18. uri. Govora je bilo o spremembah na področju trga in storitev, adaptaciji novih tehnologij in podnebnih spremembah. Sodelovali so Blaž Brodnjak, predsednik AmCham Slovenia in predsednik uprave NLB, Jure Knez, soustanovitelj podjetja Dewesoft ter Dušan Olaj, direktor podjetja Duol.
Med občinstvom pa so bili opaženi številni znani politični obrazi, na primer nekdanji kulturni minister Dejan Prešiček in nekdanja ministrica za delo Anja Kopač (oba iz stranke SD), ter nekdanja dekanja Ekonomske fakultete Metka Tekavčič. Tribune so se udeležili tudi glasbenik in nekdanji kandidat za predsednika Gregor Bezenšek, nekdanji predsednik Porgramskega sveta RTV Peter Gregorčič, predsednik SLS Marko Balažic, nekdanji predsednik te stranke Janez Podobnik, nekdanji poslanec stranke Franc Pukšič, pa tudi politik PS in nekdanji šef Luke Koper Gašpar Gašpar Mišič.

### 2: Dobra kondicija duševnega zdravja, naložba za prihodnost (november 2023)
Druga javna tribuna je potekala 30. novembra 2023 ob 18. uri na isti lokaciji, tema pa je bila duševno zdravje. Sodelovali so kreativni direktor Aljoša Bagola, TV-voditeljica Melani Mekicar, strokovnjak za vzgojo Sebastjan Kristovič, socialna pedagoginja Helena Jeriček Klanšček, psihoterapevt Miran Možina, terapevt Miha Kramli ter dva predstavnika mladinskih organizacij.

### 3: Pogled v prihodnost: znanost za razvoj Slovenije (marec 2024)
Tretja javna tribuna se je odvila v Mariboru, razprava je potekala v Festivalni dvorani Lent dne 14. marca 2024. Gostje so bili slovenski znanstveniki: Lev Vidmar, izredni profesor na FMF; Gregor Anderluh, direktor Kemijskega inštituta; Sanja Fidler, izredna profesorica v Torontu; Dejan Valh, raziskovalec, ter Boštjan Golob, profesor in rektor Univerze v Novi Gorici. Sodelujoči so govorili o nacionalnih razvojnih ciljih in konkretnih predlogih za prihodnost.

### 4: Prava pot pravosodja (september 2024)
Na četrti javni tribuni, 18. septembra 2024, ki je vnovič potekala v Ljubljani, bo tema slovenski pravosodni sistem. Na srečanju,  ki ga bo tokrat povezoval Matej Avbelj, bodo sodelovali: Katarina Bergant, generalna državna tožilka; Bojan Podgoršek, predsednik notarske zbornice Slovenije; Janez Starman, predsednik Odvetniške zbornice Slovenije, ter Barbara Zobec, vrhovna sodnica.

## Regijski obiski

### Gorenjska (januar 2024)
Ekipa društva je v januarju 2024 pričela z regijskimi obiski. Prva je bila na vrsti Gorenjska, ki so jo 24. in 25. januarja obiskali predstavniki platforme Anže Logar, Mitja Čander, Jernej Pikalo in Eva Irgl. Srečali so se z župani občin Bohinj, Bled, Tržič, Naklo, Šenčur, Cerklje na Gorenjskem, Preddvor, Škofja Loka in Žiri. Obiskali so tudi nekaj podjetij, Venturia, KOV Jesenice, CareTronic in M-Sora.